# Astrocharis ijimai
Astrocharis ijimai är en ormstjärneart som beskrevs av Matsumoto 1911. Astrocharis ijimai ingår i släktet Astrocharis och familjen Asteroschematidae. Inga underarter finns listade i Catalogue of Life.